# تيموزين شوخ
تيموزين شوخ (بالمجرية: Schuch Timuzsin) مواليد 5 يونيو 1985 في ناجاتاد، المجر، هو لاعب كرة يد مجري. يلعب حاليا مع نادي فيسبرم لكرة اليد ويحمل الرقم 5. مثل منتخب المجر لكرة اليد. شارك في دورة الألعاب الأولمبية الصيفية سنة 2012.

## سجل المنافسة
شارك في البطولات التالية:
- بطولة العالم لكرة اليد للرجال 2011
- بطولة العالم لكرة اليد للرجال 2013
- بطولة أوروبا لكرة اليد للرجال 2010
- بطولة أوروبا لكرة اليد للرجال 2012
- بطولة أوروبا لكرة اليد للرجال 2014
- بطولة أوروبا لكرة اليد للرجال 2016
- الألعاب الأولمبية الصيفية 2012

## الإنجازات
- الدوري المجري لكرة اليد:
  - الفوز: 2005، 2012
- الدوري الروماني لكرة اليد:
  - الفوز: 2009، 2010
- بطولة العالم لكرة اليد للرجال ناشئين:
  - الميدالية البرونزية: 2005

## روابط خارجية
- تيموزين شوخ على موقع الاتحاد الأوروبي لكرة اليد (الإنجليزية)
- تيموزين شوخ على موقع أوليمبيديا (الإنجليزية)